# Ropalidia malaisei
Ropalidia malaisei är en getingart som beskrevs av Vecht 1962. Ropalidia malaisei ingår i släktet Ropalidia och familjen getingar. Inga underarter finns listade i Catalogue of Life.